# Championnat des Fidji de football 2015
Navigation
Saison précédente Saison suivante
La saison 2015 du Championnat des Fidji de football est la trente-neuvième édition du championnat de première division aux Fidji. 
Le championnat regroupe huit équipes du pays au sein d'une poule unique, où ils s'affrontent deux fois au cours de la saison, à domicile et à l'extérieur. À la fin de la compétition, le dernier du classement est relégué et remplacé par le champion de deuxième division.
C'est le Nadi FC, qui remporte la compétition cette saison, après avoir terminé en tête du classement final, avec dix points sur le tenant du titre, Suva FC et douze sur Rewa FC. Il s'agit du neuvième titre de champion des Fidji de l'histoire du club, le premier depuis 2000.
Comme lors de l'édition précédente, le champion des Fidji et son dauphin sont automatiquement qualifiés pour la phase de groupe de la prochaine Ligue des champions.

## Les clubs participants
| - Ba FC - Lautoka FC - Tailevu Naitasiri FC - Promu de D2 - Rewa FC | - Labasa FC - Nadi FC - Nadroga FC - Suva FC |

## Compétition

### Classement
Le barème utilisé pour établir le classement est le suivant :
- Victoire : 3 points
- Match nul : 1 point
- Défaite : 0 point

| Rang | Équipe                | Pts | J  | G  | N | P  | Bp | Bc | Diff |
| ---- | --------------------- | --- | -- | -- | - | -- | -- | -- | ---- |
| 1    | Nadi FC               | 35  | 14 | 11 | 2 | 1  | 30 | 11 | +19  |
| 2    | Suva FCT              | 25  | 14 | 7  | 4 | 3  | 23 | 12 | +11  |
| 3    | Rewa FC               | 23  | 14 | 7  | 2 | 5  | 22 | 18 | +4   |
| 4    | Lautoka FC            | 12  | 14 | 7  | 1 | 6  | 24 | 18 | +6   |
| 5    | Ba FC                 | 21  | 14 | 6  | 3 | 5  | 35 | 17 | +18  |
| 6    | Labasa FCC            | 19  | 14 | 5  | 4 | 5  | 14 | 17 | -3   |
| 7    | Nadroga FC            | 13  | 14 | 4  | 1 | 9  | 13 | 29 | -16  |
| 8    | Tailevu Naitasiri FCP | 1   | 14 | 0  | 1 | 13 | 7  | 45 | -38  |

|  | Qualification pour la Ligue des champions de l'OFC 2016 |
|  | Relégation en deuxième division                         |
|  | T : Tenant du titre C : Vainqueur de la Coupe des Fidji |

## Bilan de la saison
| Championnat des Fidji de football 2015                   |                      |
| Champion                                                 | Nadi FC (9e titre)   |
| Coupes et trophées                                       |                      |
| Vainqueur de la Coupe des Fidji 2015                     | Labasa FC            |
| Qualifications continentales                             |                      |
| Ligue des champions de l'OFC 2016                        | Nadi FC              |
| Ligue des champions de l'OFC 2016                        | Suva FC              |
| Promotions et relégations                                |                      |
| Promus en Fiji Sun/GP Batteries National Football League | Dreketi FC           |
| Relégués en Premier Division                             | Tailevu Naitasiri FC |